# PZL.43
PZL.43 là một loại ném bom và trinh sát hạng nhẹ của Ba Lan, được thiết kế vào giữa thập niên 1930.

## Biến thể
PZL.43
PZL.43A
PZL.43B

## Quốc gia sử dụng
Bulgaria
- Không quân Bulgary[2]

 Nazi Germany
- Luftwaffe

 Ba Lan
- Không quân Ba Lan

## Tính năng kỹ chiến thuật (PZL.43A)
Đặc điểm tổng quát
- Kíp lái: 3
- Chiều dài: 9,95 m (32 ft 8 in)
- Sải cánh: 13,95 m (45 ft 9 in)
- Chiều cao: 3,3 m (10 ft 10 in)
- Diện tích cánh: 26,8 m² (288 ft²)
- Trọng lượng rỗng: 2.200 kg (4.850 lb)
- Trọng lượng có tải: 3.100 kg (6.830 lb)
- Trọng tải có ích: 900-1.325 kg (1.980-2.920 lb)
- Trọng lượng cất cánh tối đa: 3.525 kg (7.770 lb)
- Động cơ: 1 × Gnome-Rhône 14N-01, 1020 hp (750 kW)

 Hiệu suất bay 
- Vận tốc cực đại: 365 km/h trên độ cao 4.000 m (227 mph trên độ cao 13.000 ft)
- Vận tốc hành trình: 300 km/h (186 mph)
- Vận tốc tắt ngưỡng: 115 km/h (72 mph)
- Tầm bay: 1.250 km (780 mi)
- Trần bay: 8.500 m (28.000 ft)
- Vận tốc lên cao: 7,5 m/s (1.480 ft/phút)
- Tải trên cánh: 115 kg/m² (23,7 lb/ft2)

Trang bị vũ khí

- 4 x súng máy:
  - 2 x 7,92 mm PWU wz.36B;
  - 1 x 7,92 mm PWU wz.36R;
  - 1 x 7,92 mm PWU wz.36R;
- 600-700 kg bom.